# Superclásico de las Américas
A Superclásico de las Américas egy labdarúgókupa Argentína és Brazília válogatottjai között. 2011-ben alapították, a Copa Roca utódsorozata.

## Kupadöntők
| Év   | Győztes  | Második   | Eredmény        | Helyszín             |
| ---- | -------- | --------- | --------------- | -------------------- |
| 2011 | Brazília | Argentína | 0–0 2–0         | Córdoba Belém        |
| 2012 | Brazília | Argentína | 2–1 1–1 (b:3–4) | Goiânia Buenos Aires |
| 2013 | Törölve  | Törölve   | Törölve         | Törölve              |
| 2014 | Brazília | Argentína | 2–0             | Peking               |
| 2015 | Törölve  | Törölve   | Törölve         | Törölve              |
| 2017 | Brazília | Argentína |                 | Melbourne            |

*b.u. – Büntetők után

### Győzelmek száma
| Csapat   | Győzelmek | Győztes évek     |
| -------- | --------- | ---------------- |
| Brazília | 3         | 2011, 2012, 2014 |